# أرت كليمنت
أرت كليمنت (بالإنجليزية: Art Clemente)‏ هو سياسي أمريكي، ولد في 1925 في هوكويام في الولايات المتحدة. انتخب عضو مجلس نواب واشنطن.